# روبرت بينشلى
روبرت تشارلز بينشلي (بالإنجليزية: Robert Benchley)‏ (15 سبتمبر 1889 – 21 نوفمبر 1945) كان كاتبًا كوميديًا أمريكيًا معروفًا بعمله كمحرر عمود في الصحف وممثل سينمائي. منذ بداياته في ذا هارفارد لامبون عندما كان يدرس في جامعة هارفارد، وخلال السنوات الطويلة التي قضاها في كتابة المقالات لمجلة فانيتي فير وذا نيويوركر بالإضافة إلى أفلامه القصيرة المشهود لها بالجودة، جلب أسلوب بينشلي الكوميدي له الاحترام والنجاح خلال حياته من أقرانه في طاولة ألغونكوين المستديرة في مدينة نيويورك إلى معاصريه في مجال صناعة الأفلام المزدهر.
يُذكر لبينشلي مشاركاته في ذا نيويوركر، حيث أثرت مقالاته الموضوعية والعبثية على الكثير من الكوميديين المعاصرين. صنع لنفسه شهرة في هوليوود أيضًا، حيث حصل فيلمه كيف تنام على نجاح شعبي وربح جائزة أفضل فيلم قصير في حفل توزيع جوائز الأوسكار الثامن عام 1935. إضافة إلى ذلك ظهر كممثل عدة مرات في أفلام مثل المراسل الأجنبي لألفريد هتشكوك عام 1940 وفتاة لطيفة؟ عام 1941. يتضمن إرثه الفني أعمالًا مكتوبة وعددًا من المشاركات في الأفلام القصيرة.

## الحياة والمسيرة المهنية

### بداية حياته
وُلد روبرت بينشلي في الخامس عشر من سبتمبر عام 1889 في مدينة ورسستر في ولاية ماساتشوستس، وهو الابن الثاني لماريا جين (موران) وتشارلز هنري بينشلي. كان والداه من أصل أيرلندي شمالي (بروتستانتي) وولزي على الترتيب، كلاهما من أصول تعود إلى الاستعمار. كان شقيقه إدموند يكبره بثلاثة عشر عامًا. عُرف بينشلي لاحقًا بكتابة تصريحات ذاتية مضللة متعمدة حول سيرة حياته (في إحدى المرات أكد أنه كتب رواية قصة مدينتين قبل أن يُدفن في دير وستمنستر).
خدم والده في جيش الاتحاد (جيش الشمال الأمريكي) لمدة عامين خلال الحرب الأهلية وقضى أربع سنوات في البحرية قبل الاستقرار مرة أخرى في وورسستر، ليتزوج ويعمل ككاهن في البلدة. تضمن أسلاف بينشلي جده عضو مجلس ولاية ماساتشوستس ونائب حاكمها خلال خمسينيات القرن التاسع عشر هنري وذربي بينشلي. ذهب جده بينشلي إلى هيوستن في ولاية تكساس ليصبح ناشطًا في شبكة السكك الحديدية الخفية ما أدى إلى اعتقاله وسجنه.

### تأثير موت شقيقه الأكبر في الحرب الإسبانية الأمريكية
كان إدموند شقيق روبرت الأكبر طالب كلية حربية في السنة الرابعة في وست بوينت (الأكاديمية العسكرية الأمريكية) في عام 1898 حين أمر وزير الحرب بتخريج دفعته بشكل مبكر لدعم الاستعدادات للحرب الإسبانية الأمريكية. انتقل إدموند إلى الخدمة الفعلية كملازم ثانٍ في المجموعة إي من فوج المشاة السادس. في كوبا وخلال صيف عام 1898، كان فوج المشاة السادس جزءًا من قطعة كينت الأولى وفيلق شافتر الخامس. قاتلت القطعة الأولى بتاريخ الأول من يوليو عام 1898 في معركة تل سان خوان. نُقلت القطعة إلى القاعدة في تل سان خوان لتكون في أقصى اليسار. قُتل إدموند عندما أُرسل عائدًا في طريق ممسوح من قبل البنادق الإسبانية ليستعيد عددًا من الجنود المفقودين إلى يسار الخط الخلفي للفوج عندما عبر نهر سان خوان. تبعًا لتقرير أرسله الضابط القائد لفوج المشاة السادس هاري ري. إغبرت «حتى على هذا الطريق (الخلفي) تعرضت القوات لإزعاج كبير من قبل النيران المعادية القادمة من المرتفعات البعيدة خلف يساري، والتي مسحت الوادي باستمرار في مؤخرة خطي وأدت إلى فقدان ضابط شاب واعد هو الملازم بينشلي من فوج المشاة السادس، والذي أرسلته عائدًا عبر النهر ليستعيد الرجال الذين تفرقوا بين الأشجار. أُطلقت عليه النيران ما أدى إلى مقتله». كتب الكابتن كينون قائد مجموعة إدموند «كان الملازمون في مجموعتي رائين.. كان الملازم بينشلي من أشجع الأشخاص، وقُتل حين كان يؤدي ببسالة مهمة خطرة عالية الأهمية تحت قيادة الكولونيل إغبرت». لم يصل خبر موت إدموند إلى عائلة بينشلي إلا عندما كانوا في نزهة بمناسبة الرابع من يوليو (عيد الاستقلال) ووصلهم الخبر عن طريق مراسل يقود دراجه أوصل إليهم البرقية.
في ردة فعل مصدومة غير واعية، صرخت ماريا بينشلي قائلة «لماذا لم يكن روبرت هو المقتول؟!)، حين كان الأخير ذو الأعوام التسعة يقف إلى جانبها. اعتذرت السيدة بينشلي بكل أسف من روبرت وبذلت أقصى جهدها في التكفير عن هذا التعليق. حمل موت إدموند عواقب ثقيلة على عائلة روبرت. اهتمت ليليان دوريا خطيبة إدموند التي كانت وريثة ثرية بروبرت وساعدته في حياته لاحقًا. يُعتقد أن موت إدموند في المعركة زرع ميولًا سلمية في كتابات روبرت بينشلي. لكن هذه الفترة كانت مليئة بردود الفعل القوية ضد الحرب العظمى (الحرب العالمية الأولى)، وبالتالي كان بينشلي قد علم بالكتابات المناهضة للحرب التي كتبها آلان ألكسندر ميلن على سبيل المثال.

### مقابلة زوجته
التقى روبرت بينشلي بغيرتود دارلينغ في المدرسة الثانوية في وورسستر. عقدا خطبتهما خلال السنة الأخيرة في جامعة هارفارد ثم تزوجا في يونيو من عام 1914. وُلد ابنهما الأول ناثانييل بينشلي بعد عام من زواجهما، أما الابن الثاني وهو روبرت بينشلي الابن فقد ولد في عام 1919. أصبح ناثانييل كاتبًا أيضًا، كما نشر قصة حياة والده عام 1955. كان بالإضافة إلى ذلك كاتب قصص خيالية وقصص أطفال ذا مكانة هامة. تزوج ناثانييل وأنجب ولدين موهوبين أيضًا أصبحا كاتبين وهما: بيتر بينشلي الذي عُرف بكتابة رواية الفك المفترس (التي اقتُبس منها فيلم يحمل الاسم ذاته)، ونات بينشلي الذي كتب وأدى عملًا فرديًا يروي قصة حياة جده روبرت.

## أعمال

### أفلام
- (1935) بحور الصين
- (1940) المراسل الأجنبي

## وصلات خارجية
- روبرت بينشلى على موقع IMDb (الإنجليزية)
- روبرت بينشلى على موقع الموسوعة البريطانية (الإنجليزية)
- روبرت بينشلى على موقع ألو سيني (الفرنسية)
- روبرت بينشلى على موقع تيرنر كلاسيك موفيز (الإنجليزية)
- روبرت بينشلى على موقع أول موفي (الإنجليزية)
- روبرت بينشلى على موقع قاعدة بيانات برودواي على الإنترنت (الإنجليزية)
- روبرت بينشلى على موقع قاعدة بيانات الأفلام السويدية (السويدية)
- روبرت بينشلى على موقع إن إن دي بي (الإنجليزية)
- روبرت بينشلى على موقع ديسكوغز (الإنجليزية)
- روبرت بينشلى على موقع قاعدة بيانات الفيلم (الإنجليزية)